# Зайцев, Дмитрий Александрович
Дмитрий Александрович Зайцев (1918—1944) — советский лётчик, участник Великой Отечественной войны, Герой Советского Союза (1941). Майор Рабоче-Крестьянской Красной Армии.

## Биография
Родился 18 октября или 11 декабря 1918 года в селе Кутьма (ныне — Щёкинский район Тульской области). В 1934 году окончил семь классов школы в г. Крапивна. Работал в лаборатории по ремонту электросчётчиков, одновременно занимался в Тульском аэроклубе, который окончил в 1936 г.
2 сентября 1937 года Зайцев был зачислен курсантом 2-й Краснознамённой военной школы лётчиков имени Осоавиахима в г. Борисоглебске. По окончании 2-й ВШЛ, 16 февраля 1938 г. Приказом НКО № 02034 от 16.02.1938 г. ему было присвоено воинское звание: младший лейтенант.
С июня 1941 года — на фронтах Великой Отечественной войны, командовал звеном 2-го истребительного авиаполка 36-й истребительной авиационной дивизии Киевской зоны ПВО.
4 июля 1941 года Зайцев вылетел на самолёте «И-16» на перехват немецкого самолёта-разведчика «Ju-88», который шёл к Киеву. Обнаружив его, лётчик атаковал его. Израсходовав все боеприпасы, Зайцев протаранил немецкий самолёт, сбив его. Два немецких лётчика выбросились с парашютами и были захвачены в плен. Зайцев же успешно приземлился на своём аэродроме. Всего в боях под Киевом его звено сбило 12 самолётов противника, 5 из которых Зайцев сбил лично.
Указом Президиума Верховного Совета СССР «О присвоении звания Героя Советского Союза начальствующему составу Красной Армии» от 2 августа 1941 года за «образцовое выполнение боевых заданий командования на фронте борьбы с германским фашизмом и проявленные при этом отвагу и геройство» младший лейтенант Дмитрий Зайцев был удостоен высокого звания Героя Советского Союза с вручением ордена Ленина и медали «Золотая Звезда» за номером 356.
Всего же за время своего участия в войне Зайцев совершил 130 боевых вылетов, сбив 13 вражеских самолётов лично и ещё 2 — в составе группы. В 1944 году он был назначен инспектор-лётчиком по технике пилотирования военно-воздушных сил Северного фронта ПВО.

Могила Д. А. Зайцева на Всехсвятском кладбище.

Погиб в авиационной катастрофе 1 октября 1944 года, урна с его прахом захоронена на Всехсвятском кладбище Тулы.

## Награды
- Медаль «Золотая Звезда» (2 августа 1941) — за образцовое выполнение боевых заданий командования на фронте борьбы с германским фашизмом и проявленные при этом отвагу и геройство
- орден Ленина (2 августа 1941) — за образцовое выполнение боевых заданий Командования на фронте борьбы с германским фашизмом

## Память
В честь Зайцева названа улица в Щёкино (Тульская область).